# Jan Leitner
Jan Leitner (* 14. September 1953 in Znojmo) ist ein ehemaliger tschechoslowakischer Weitspringer.
Bei den Olympischen Spielen 1980 in Moskau schied er in der Qualifikation aus. Zwei Jahre später gewann er Bronze bei den Leichtathletik-Europameisterschaften 1982 in Athen, und bei den Leichtathletik-Weltmeisterschaften 1983 in Helsinki wurde er Zehnter.
1984 siegte er bei den Halleneuropameisterschaften in Göteborg und 1985 bei den Leichtathletik-Hallenweltspielen in Paris. 1986 folgte eine Bronzemedaille bei den Halleneuropameisterschaften in Madrid.
Zehnmal wurde er im Freien (1975–1982, 1984, 1985) und fünfmal in der Halle (1979, 1981, 1982, 1985, 1986) nationaler Meister.

## Persönliche Bestleistungen
- Weitsprung: 8,10 m, 4. Juni 1982, Bratislava
  - Halle: 8,17 m, 22. Februar 1986, Madrid